# Rawya Ateya
Rawya Ateya   (governació de Gizeh, 19 d'abril de 1926 - 9 de maig de 1997) fou una política egípcia, coneguda com la primera dona a accedir al Parlament d'Egipte.

## Trajectòria
Son pare fou secretari general del Partit Wafd. Rawya Ateya es llicencià en Educació, Psicologia, Estudis Islàmics i Periodisme. Fou la primera dona a servir com a oficial en l'exèrcit egipci, al 1956.
Entrenà 4.000 dones en primers auxilis i infermeria per a ferits de guerra. Arribà al rang de capitana en una companyia femenina. Fou presidenta de la Societat de Màrtirs i Soldades i es guanyà el títol de Mare dels combatents màrtirs.
Gràcies a la Constitució del 1956, que reconeixia a les dones el dret al vot, Ateya fou candidata al Parlament pel Partit Nacional Democràtic i ocupà un escó en l'Assemblea del Poble Egipci el 14 de juliol del 1957.
Va morir el 9 de maig del 1997, als 71 anys d'edat.